# Terebratulina valdiviae
Terebratulina valdiviae är en armfotingsart som beskrevs av Blochmann 1908. Terebratulina valdiviae ingår i släktet Terebratulina och familjen Cancellothyrididae. Inga underarter finns listade i Catalogue of Life.